# بطولات فروسية ثلاثية
بطولات فروسية ثلاثية (بالإنجليزية: Eventing)‏ (تُعرف أيضًا باسم الفروسية لمدة ثلاثة أيام أو تجارب الخيول) هي حدث الفروسية حيث يتحد حصان وراكب واحد ويتنافسان مع المنافسين الآخرين عبر التخصصات الثلاثة في الترويض، عبر الريف، والقفز. هذا الحدث له جذوره في اختبار سلاح الفرسان الشامل الذي تطلب إتقان العديد من أنواع الركوب. يمكن إقامة المسابقة كحدث لمدة يوم واحد (ODE)، حيث يتم الانتهاء من جميع الأحداث الثلاثة في يوم واحد (الترويض، يليه القفز الاستعراضي ثم الجري عبر الميدان) أو حدث لمدة ثلاثة أيام (3DE)، والذي أصبح أكثر شيوعًا الآن على مدار أربعة أيام، مع الترويض في اليومين الأولين، يليه اختراق الضاحية في اليوم التالي ثم إظهار القفز بترتيب عكسي في اليوم الأخير. كان الحدث معروفًا سابقًا باسم التدريب المشترك، ولا يزال الاسم موجودًا في العديد من المؤسسات الصغيرة. يتم الخلط بين مصطلح «التدريب المشترك» أحيانًا ومصطلح «اختبار مشترك»، والذي يشير إلى مزيج من مرحلتين فقط من المراحل، الأكثر شيوعًا في الترويض والقفز. كانت هذه المسابقات تقام بين الفرسان منذ العصور الوسطى.